# Gmina zbiorowa Werlte
Gmina zbiorowa Werlte (niem. Samtgemeinde Werlte) – gmina zbiorowa położona w niemieckim kraju związkowym Dolna Saksonia, w powiecie Emsland. Siedziba administracji gminy zbiorowej znajduje się w mieście Werlte.

## Podział administracyjny
Do gminy zbiorowej Werlte należy pięć gmin:
1. Lahn
2. Lorup
3. Rastdorf
4. Vrees
5. Werlte, miasto